# باك تو ذا فيوتشر: ذا جيم
العودة إلى المستقبل: اللعبة (بالإنجليزية: Back to the Future: The Game)‏ ، هي لعبة إلكترونية من صنف خيال علمي ومغامرات، أُنتجت سنة 2011م من قبل شركة يونفرسل انتركتايف ستوديوس .

## أنظمة ألعاب الفيديو
أُدخلت اللعبة لنظام ويندوز وماكنتوش بتاريخ 22 ديسمبر عام 2010م، وأدخلت لشبكة البلاي ستيشن في المتجر الأوروبي بتاريخ 9 مارس عام 2011م، وكان قبله المتجر الأمريكي بتاريخ 15 فبراير عام 2011م.

## وصلات خارجية
- الموقع الرسمي